# X 74500
,,
Les X 74500 sont des autorails à voie métrique de la ligne du Blanc à Argent,  mis en service à la fin de l'année 2003.
Au nombre de cinq (numérotés X 74501 à X 74505), ils sont construits  entre les années 2001 et 2002 par la société CFD (CAF France depuis 2009) à Bagnères-de-Bigorre. Depuis 2016, ils sont les seuls habilités à circuler sur la ligne où ils assurent l'intégralité du service commercial.

## Genèse de la série
C'est en 1997 que la région Centre, engage les premières études sur un nouvel autorail destiné à remplacer une partie du parc roulant du Blanc-Argent. L'objectif est de proposer aux usagers de cette ligne à voie métrique, avec toutes les contraintes que cela comporte en matière de vitesse, de qualité de la voie, un niveau de confort équivalent à celui des X 72500, X 73500 ou Z 21500 sur les lignes TER à écartement normal.
Le cahier des charges est établi en 1998 ; pour réduire au maximum la durée et les coûts des études préalables à une petite série, la construction doit faire appel autant que possible à des composants déjà éprouvés sur d'autres matériels. En 1999, le marché est attribué à la compagnie de chemins de fer départementaux (CFD) ; il concerne la construction de cinq autorails pour un montant de 75 millions de francs (11,4 millions d'euros), intégralement pris en charge par la région.
Malgré toutes les précautions prises, et face notamment aux difficultés d'approvisionnement en pièces pour une si petite série, la livraison du premier élément, prévue en mai 2001, n'a lieu qu'en avril 2002.

## Description

### Caractéristiques techniques

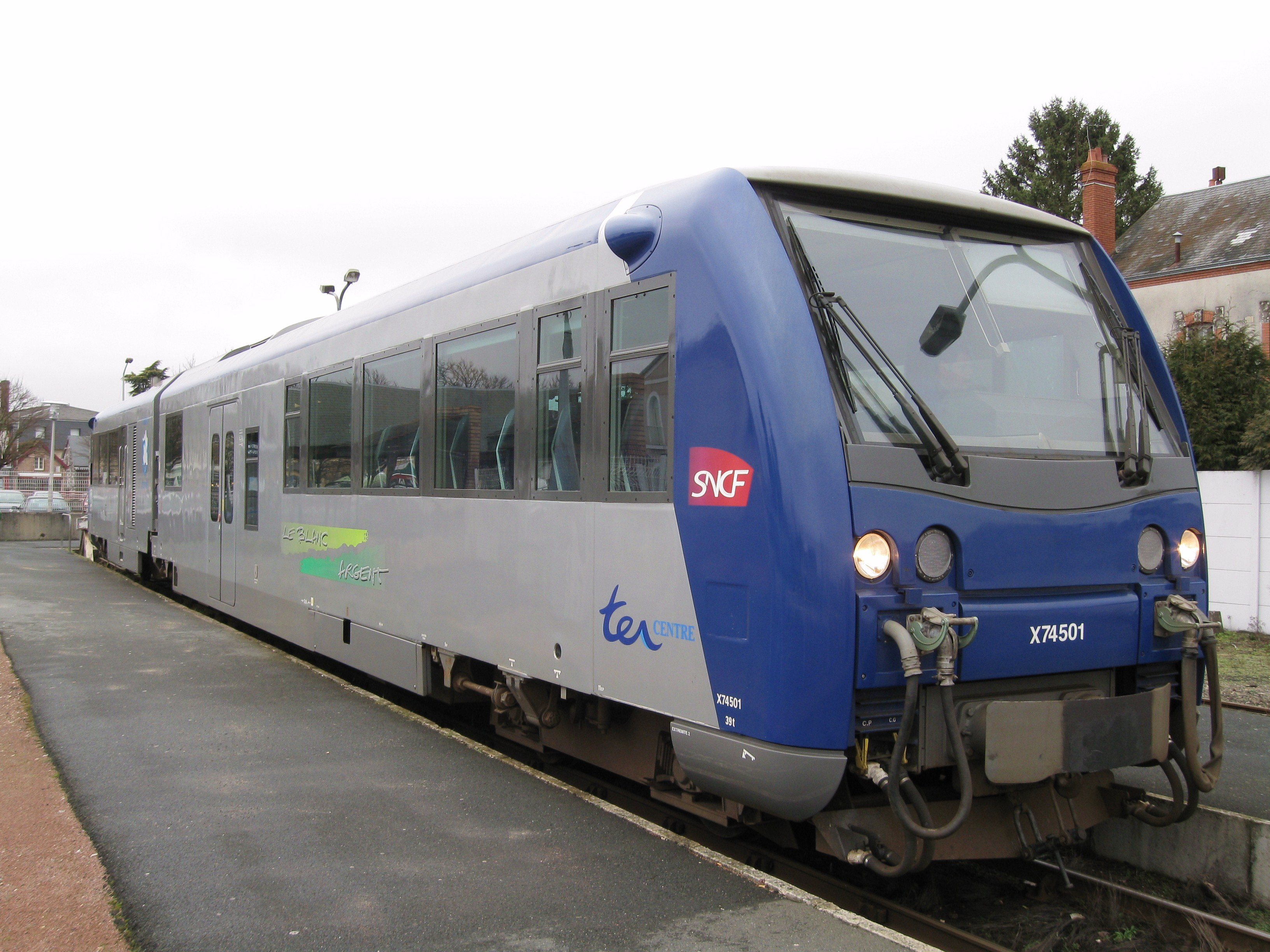
Vue côté caisse longue.

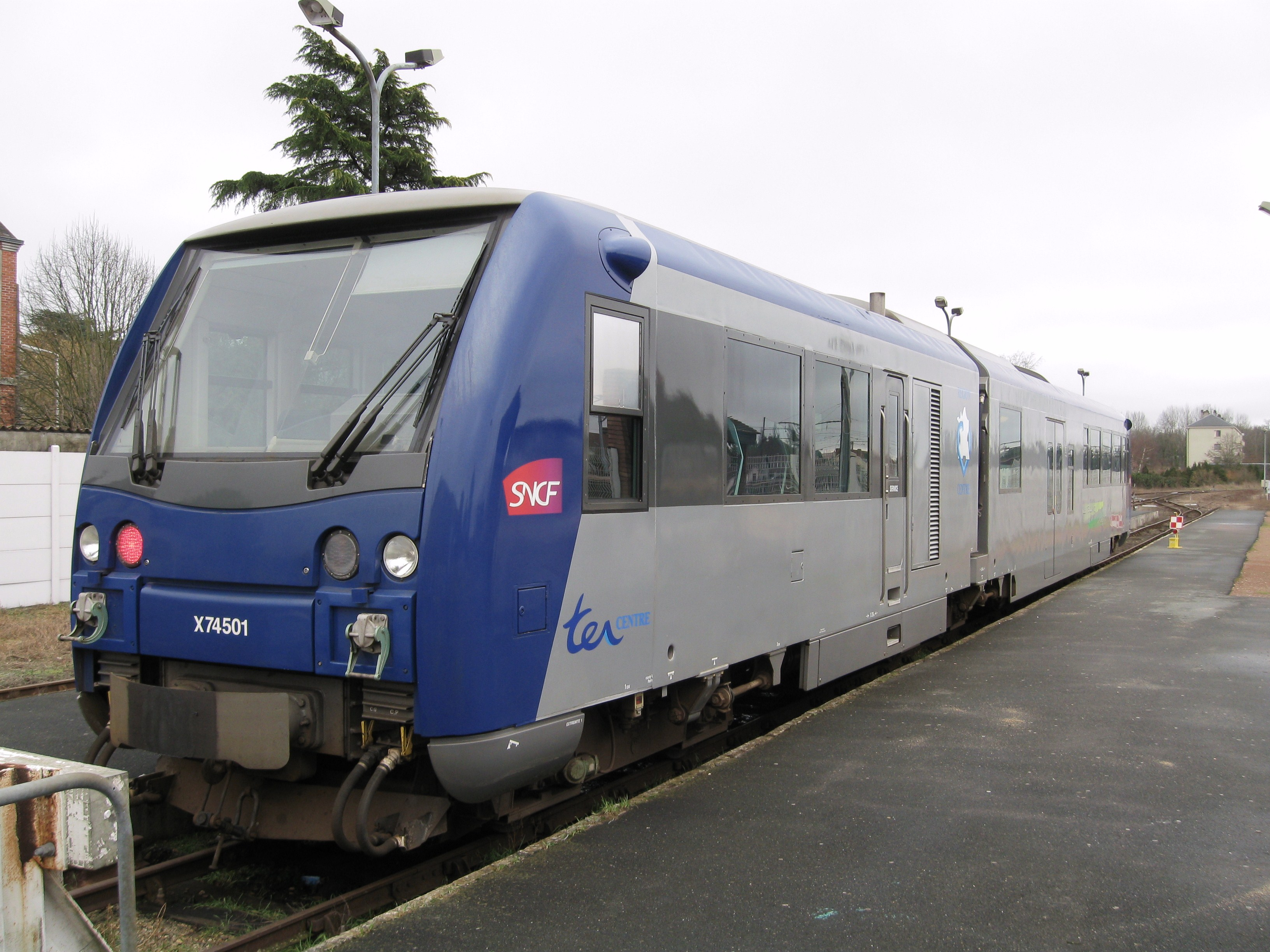
Vue côté caisse courte.

La rame, composée de deux caisses de longueur inégale, repose sur trois bogies : les deux bogies extrêmes sont porteurs et le bogie médian, au niveau de l'intercirculation, est moteur. Ces bogies, dotés d'une suspension primaire à ressorts et d'une suspension secondaire pneumatique, sont semblables à ceux équipant les X 240. La formule retenue, rame articulée reposant sur trois bogies, est due à la nécessité de limiter la masse du véhicule à huit tonnes par essieu en raison du faible armement et de l'état de la voie sur la ligne du Blanc-Argent. La rotule assurant la liaison entre les deux caisses est la même que celle retenue pour la première série des rames Eurostar.
La caisse courte, d'une longueur de 10,23 m comporte le moteur de traction, la transmission et le compresseur d'air ; elle peut être assimilée à la « motrice ». La caisse longue de 16,01 m sert de remorque voyageurs et comprend le bloc de climatisation sur la toiture. Les deux caisses sont équipées d'une cabine de conduite à chaque extrémité. La longueur totale de la rame est de 26,240 m. 
L'autorail est doté d'un moteur diesel MAN de 6 cylindres en ligne suralimenté, d'une puissance de 300 kW (410 ch), voisin de celui utilisé sur les X 72500 mais aux normes antipollution plus strictes relié à une transmission hydrodynamique Voith presque identique à celle équipant les X 73500. La masse totale de l'engin est de 45 tonnes pour une vitesse maximale de 85 km/h (la vitesse maximale autorisée sur la ligne du Blanc-Argent est de 70 km/h.) 
Les deux portes d'accès principales pour les voyageurs sont situées sur chaque face de la caisse longue. Les plateformes d'accès disposent d'un plancher bas (à 550 mm du plan de roulement) mais les salles voyageurs sont accessibles par des marches seules (caisse longue) ou suivies d'une rampe (caisse courte). Une intercirculation large et sans porte permet de rejoindre la caisse courte. Deux portes d'accès secondaires sur chaque face de la caisse courte, sont fermées et verrouillées en service normal, mais utilisées pour les besoins du service et pour la maintenance. Aux angles de l'autorail, quatre caméras permettent au conducteur de visualiser sur des écrans les montées et descentes des passagers.
Les X 74500 peuvent circuler en unités multiples de deux ou trois éléments. L'attelage à vis standard est complété par un unique tampon central identique à celui des métros parisiens MF 77.

### Aménagements

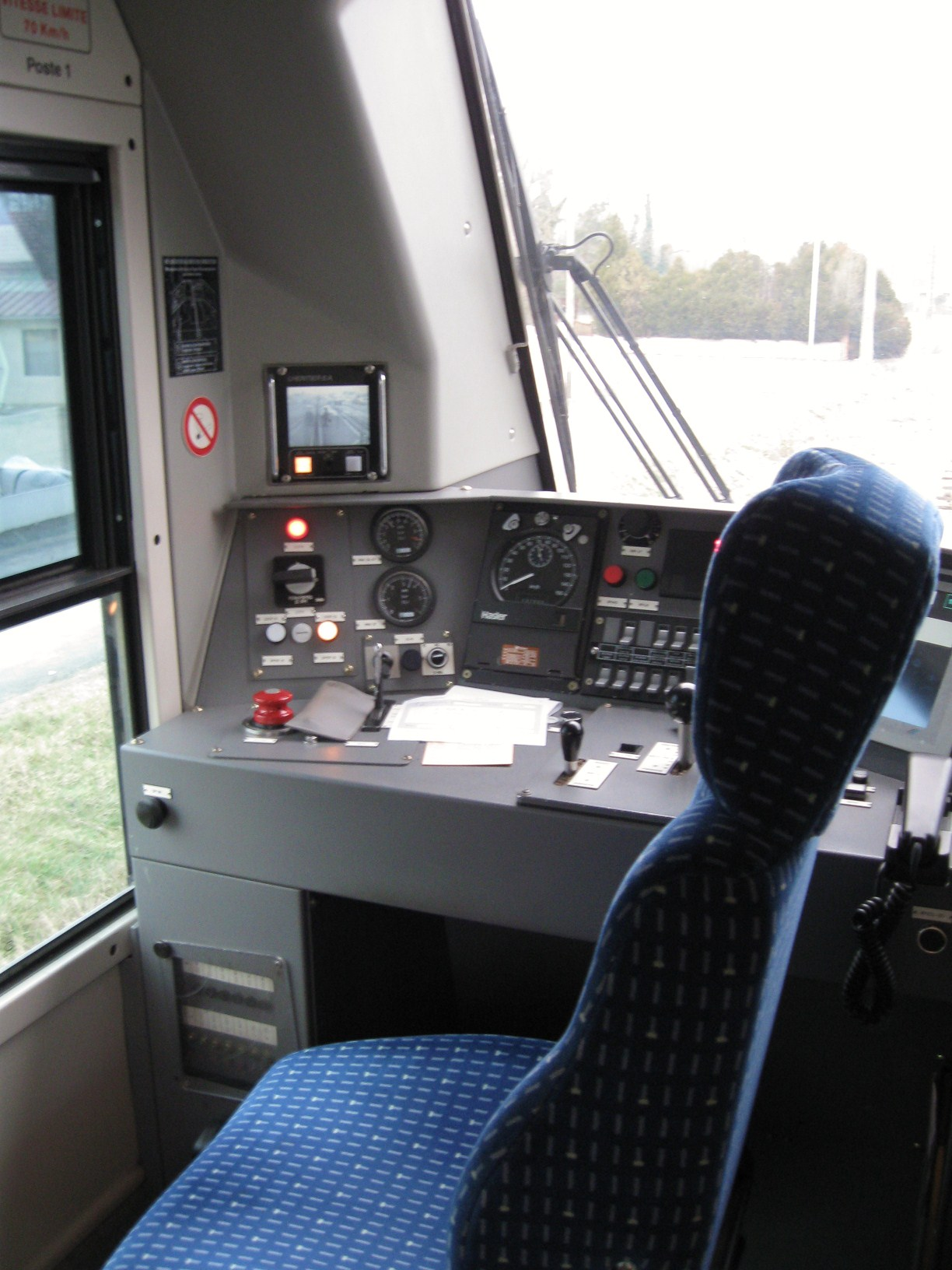
Cabine de conduite d'un X 74500.

Chaque autorail offre 73 places assises (siège et strapontins) en classe unique et quelques places pour les personnes à mobilité réduite. La disposition des sièges est de 4 places de front (deux fois deux séparées par un couloir central). Les sièges de chaque caisse sont tournés dans la même direction, vers la cabine de conduite correspondante.
Les voyageurs disposent en outre de 2 places en tête, donnant sur le pare-brise à côté de la cabine de conduite qui occupe seulement la moitié de la largeur. Plusieurs strapontins sont également disponibles sur la plateforme donnant sur les portes d'accès principales.
Le véhicule dispose,  dans l'élément de caisse long, de toilettes chimiques accessibles aux personnes à mobilité réduite. L'ensemble est équipée d'une climatisation dont le bloc est emprunté aux rames de tramway Alstom Citadis 301 du réseau d'Orléans. 
Si l'équipement des rames elles-mêmes est prévu pour une utilisation par des personnes à mobilité réduite, dans les faits, les aménagements des quais et des gares ne permettent parfois pas cette possibilité ; l'exploitant est alors contraint d'affréter un taxi.
Les autorails arborent la livrée TER (bleu, gris foncé et gris métallisé) et les marquages propres au réseau du BA (vert et jaune).

## Carrière

### Relation assurée
Les X 74500 sont engagés sur la relation Salbris - Romorantin-Lanthenay - Valençay (TER Centre-Val de Loire). Un accompagnateur est présent dans chaque rame ; il vérifie les titres de transport et veille au respect de la discipline dans le train, la clientèle scolaire se montrant parfois « turbulente ».
Tous les exemplaires de la série sont équipés au début de l'année 2016 du DAAT (dispositif d'arrêt automatique des trains), en même temps que la ligne, dispositif exigé sur toute ligne à voie unique utilisée pour le transport des voyageurs. Ces autorails étant les seuls du parc BA à être équipés du DAAT, prennent donc en charge la totalité du service commercial sur la ligne.

### Dépôt titulaire
Comme tous les matériels du Blanc-Argent depuis sa création, les X 74500 sont affectés au dépôt de Romorantin-Lanthenay qui en assure l'entretien et les révisions. En cas de panne, il est procédé sur place à l'échange standard des pièces et les organes défectueux sont envoyés pour réparation au site de Nevers du Technicentre industriel de Nevers-Languedoc, exception faite des moteurs qui sont expédiés au Mans. L'arrivée des X 74500 a cependant exigé la construction d'infrastructures nouvelles.

### État du parc
Un élément de la série, l'X 74504, est garé hors service depuis 2007 au dépôt de Romorantin-Lanthenay. Trois autorails suffisent pour assurer le service sur la ligne ; un quatrième est tenu en réserve ; quant à l'X 74504, toujours pas réparé en 2018, il sert de magasin de pièces pour les quatre autres exemplaires, les pièces neuves destinées à sa réparation ayant été en fait directement utilisées pour les autres exemplaires de la série.
| Engin   | Mise en service | Radiation          | Dépôt      |
| ------- | --------------- | ------------------ | ---------- |
| X 74501 | 26 mars 2003    | /                  | Romorantin |
| X 74502 | 26 mars 2003    | /                  | Romorantin |
| X 74503 | 1er mai 2003    | /                  | Romorantin |
| X 74504 | 1er mai 2003    | Immobilisé en 2007 | Romorantin |
| X 74505 | 1er avril 2004  | /                  | Romorantin |